# Lilong (Imphal Ovest)
Lilong è una suddivisione dell'India, classificata come nagar panchayat, di 10.417 abitanti, situata nel distretto di Imphal Ovest, nello stato federato del Manipur. In base al numero di abitanti la città rientra nella classe IV (da 10.000 a 19.999 persone).

## Geografia fisica
La città è situata a 24° 42' 25 N e 93° 55' 49 E.

## Società

### Evoluzione demografica
Al censimento del 2001 la popolazione di Lilong assommava a 10.417 persone, delle quali 5.148 maschi e 5.269 femmine. I bambini di età inferiore o uguale ai sei anni assommavano a 1.201, dei quali 629 maschi e 572 femmine. Infine, coloro che erano in grado di saper almeno leggere e scrivere erano 7.486, dei quali 4.163 maschi e 3.323 femmine.